# Platynota islameconae
Platynota islameconae es una especie de polilla del género Platynota, tribu Sparganothini, subfamilia Tortricinae.

## Distribución
Se distribuye por Estados Unidos.

## Taxonomía
Fue descrita por Powell & Brown en 2012 y publicada en The Moths of North America 8.1: 128.